# Cladactella manni
Cladactella manni är en havsanemonart som först beskrevs av Addison Emery Verrill 1899.  Cladactella manni ingår i släktet Cladactella och familjen Actiniidae. Inga underarter finns listade i Catalogue of Life.